# ZR 17000 et 27000
Les ZR 17000 et 27000 sont des remorques d'automotrices, et accessoirement d'autorails, de la SNCF construites de 1959 à 1962 par Brissonneau et Lotz et De Dietrich, prévues pour être attelées à des Z 7100 ou des X 2800.
Ces 75 remorques sont réparties, lors de leur construction, en deux variantes, selon qu'elles comportent un poste de conduite permettant la réversibilité des rames (ZR 17000) ou non (ZR 27 000). Elles se distinguent des remorques unifiées d'autorails par leur structure plus résistante et leur masse plus importante, ce qui leur vaut le qualificatif de « renforcées ». Presque exclusivement utilisées, dans la pratique, avec des Z 7100, elles bénéficient comme elles d'une importante modernisation entre 1983 et 1989 et terminent leur service commercial, comme elles, en 2006.

## Genèse de la série
Dans le seconde moitié des années 1950, la SNCF souhaite proposer sur les lignes électrifiées un matériel remplaçant avantageusement des trains classiques ou des autorails. Elle commande pour cela les 35 automotrices de ligne Z 7100 dont la puissance permet de tracter jusqu'à trois remorques.
Pour exploiter cette possibilité et former des rames d'une capacité suffisante, le SNCF décide la construction de 75 remorques moins légères que les remorques unifiées d'autorails existantes. Vingt-huit sont munies d'une cabine de conduite, permettant la réversibilité de la rame, les quarante-sept autres sont destinées à être intercalées entre l'automotrice et la remorque pilote. 
Brissonneau et Lotz, à Aytré, prend en charge la construction des caisses et leur aménagement intérieur tandis que De Dietrich, à Reichshoffen, assure la fabrication des bogies. La livraison des premières remorques survient en 1959, avant celle des automotrices en 1960, et leur mise en service est simultanée en 1961.

## Description

### Caractéristiques et aménagements intérieurs d'origine
La structure des caisses, comme pour les automotrices Z 7100, est constituée du châssis, des deux faces latérales elles-mêmes composées de deux poutres maintenues par des montants verticaux et reliées dans leur partie supérieure par les membrures de la toiture. Cette structure, dite renforcée, leur confère une résistance au tamponnement de 100 t, le double de celle d'une remorque unifiée d'autorail. Comme ces dernières, elles possèdent un dispositif d'attelage et de tamponnement allégé.
Chacun des deux types de base, avec ou sans cabine de conduite, est décliné en deux aménagements intérieurs différents, seconde classe intégrale ou mixité première et seconde classes.
| Immatriculation | Nombre | Cabine de conduite | Places assises 1re classe | Places assises 2e classe | Strapontins |
| --------------- | ------ | ------------------ | ------------------------- | ------------------------ | ----------- |
| ZR 17101-17120  | 20     | oui                | 0                         | 76                       | 18          |
| ZR 17201-17208  | 8      | oui                | 24                        | 34                       | 16          |
| ZR 27101-27135  | 35     | non                | 0                         | 76                       | 18          |
| ZR 27201-27212  | 12     | non                | 24                        | 34                       | 16          |

L'organisation de la caisse est la même pour toutes les versions. Elle comprend, à une extrémité, un compartiment à bagages avec ou sans poste de conduite, une plateforme d'accès, un compartiment central (première ou seconde classe selon le cas) avec des toilettes, une seconde plateforme d'accès et un compartiment voyageurs (seconde classe systématiquement) à l'autre extrémité. Les plateformes d'accès, ainsi que le local à bagages en l'absence de cabine de conduite, sont équipés de strapontins. Sur les ZR 17101-17120, le poste de conduite occupe l'angle avant gauche du compartiment à bagages, sans cloison séparative avec lui. Sur les ZR 17201-17208, la cabine est séparée du compartiment à bagages par une cloison occupant toute la largeur de la caisse.
Les espaces de première classe sont aménagés avec des sièges individuels à quatre places de front (2 + 2 avec allée centrale) et ceux de seconde classe utilisent des banquettes à cinq places de front (3 + 2 avec allée séparatrice). L'éclairage intérieur est assuré par des tubes fluorescents. Les remorques pouvant être tractées par divers engins, elles disposent d'une chauffage autonome par brûleur à combustible liquide placé sous le châssis et air pulsé.
Quelle que soit le type retenu, les remorques sont longues de 21,350 m hors tampons, larges de 2,840 m et hautes de 3,565 m ; leur masse à vide s'établit à 24 tonnes et leur vitesse en service est limitée à 130 km/h,.

### Modernisation
À la fin des années 1970, ce matériel ne soutient plus la comparaison avec des séries plus récentes, notamment en termes de confort. Comme sa durée de vie résiduelle est estimée entre 15 et 20 ans, il fait l'objet d'une modernisation, portant à la fois sur les motrices et sur les remorques entre 1983 et 1989 ; la première remorque ainsi traitée est la ZR 17203 aux ateliers d'Oullins.
La cabine des remorques pilotes (ZR 17000) est renforcée pour améliorer la sécurité du conducteur, ce qui modifie la face avant sur laquelle sont montées des baies moins hautes. Six ZR 27000 sont équipées d'une cabine de conduite et ainsi transformées en ZR 17000. Les aménagements intérieurs sont revus avec le remplacement en seconde classe des banquettes à cinq places de front par des sièges individuels à quatre places ; les fauteuils de première classe sont ceux des RTG, ceux de seconde classe dérivés du modèle utilisé sur les Z 6400. Le compartiment à bagages est supprimé et aménagé en seconde classe pour les remorques sans poste de conduite. un certain nombre de remorques, initialement entièrement dédiées à la seconde classe, deviennent mixtes première et seconde classe.
Les remorques constituent, avec les motrices, des rames indéformables de deux ou quatre caisses et les remorques sont renumérotées en fonction de la motrice à laquelle elles sont attelées.
Compte tenu de la disparition de plusieurs remorques radiées après des accidents, il est ainsi constitué un parc de 70 remorques composé de trente-deux remorques pilotes aménagées en seconde classe (ZRBDx 17101-17114 et 17116-17133), dix-neuf remorques de seconde classe sans poste de conduite (ZRB 27101-27114 et 27116-27120) et dix-neuf remorques mixtes première et seconde classe sans poste de conduite (ZRAB 27201-27214 et 27216-27220).

### Livrées
La livrée d'origine est celle des autorails et des Z 7100 : partie supérieure de la caisse et pavillon crème, caisse sous les baies rouge, avec moustache. Au début des années 1970, le pavillon est peint en rouge, puis les faces d'extrémité perdent leur moustache remplacée par une ligne horizontale entre les feux.
À l'occasion de leur modernisation, les remorques sont repeintes en bleu anglais (ceinture de caisse, portières et pavillon), blanc (haut de caisse) et gris (trumeaux des baies) comme les Z 7100 mais aussi les autorails X 2800 rénovés, les X 2100 et X 4900.

## Carrière et services

Lignes parcourues en service commercial par les Z 7100 et leurs remorques.

Les services Z 17000 et 27000 sont intimement liés à ceux des Z 7100 puisque les remorques sont presque exclusivement attelées à ces automotrices. Au fil des années, elles assurent des relations omnibus ou des trains semi-directs autour de Lyon, dans la vallée du Rhône, sur le pourtour méditerranéen de Marseille à Portbou, mais également dans le Massif Central et les Pyrénées depuis Béziers ou Toulouse. Elles circulent également jusqu'à Paris par la « ligne impériale ». Cinq unités, constituant des rames avec les deux automotrices monophasées Z 8000, se rencontrent d'abord sur Nancy - Strasbourg, puis en Savoie.
Les ZR 17000 et 27000 sont conçues dans l'optique d'une possible utilisation derrière des X 2800. Cette disposition n'est utilisée qu'au début de leur carrière à Nancy, les autorails tractant de préférence des XR 7000 plus légères.
Leurs caractéristiques leur permettent en outre d'être tractées par plusieurs séries de locomotives électriques dans la limite de six remorques et à la vitesse maximale de 120 km/h. Cette possibilité a été limitée à la vallée du Rhône.
Jusqu'à leur modernisation, ces remorques, à l'exception des cinq unités qui suivent les deux Z 8000 à Nancy, sont affectées au dépôt de Béziers.

## Exemplaire préservé
La remorque ZRBDx 17133 ainsi que l'automotrice Z 7133 sont confiées sous convention par la SNCF à l'Association pour la préservation du matériel ferroviaire savoyard (APMFS) d'Ambérieu-en-Bugey.